# Isabel Muñoz Moreno
Isabel Muñoz Moreno   (Villanueva de San Juan, 2 de gener de 1957 - Santa Coloma de Gramenet, 17 de setembre de 2015) va ser una mestra andalusa.
Va arribar a Santa Coloma de Gramenet amb els seus pares quan tenia 6 anys, instal·lant-se al barri del Raval. Va titular-se en magisteri i va impartir classes en diverses escoles i instituts de Santa Coloma. Al llarg de la seva vida, va realitzar una important tasca entre el professorat del país, creant el Casal del Mestre, presidint la Federació de Moviments de Renovació Pedagògica i representant els docents en el Consell Escolar de Catalunya.
L'any 2016, el consistori colomenc va rendir tribut a Muñoz batejant l'aula ambiental del parc de Can Zam amb el seu nom. El març de 2023, va ser una de les personalitats homenatjades per l'Ajuntament de Barcelona en la campanya Ciutat de Dones.